# Atletisme als Jocs Olímpics d'Estiu de 1896 - Salt de llargada homes
La prova del salt de llargada masculina va ser una de les quatre proves de salts que es van disputar durant els Jocs Olímpics d'Atenes de 1896. Nou saltadors van prendre part en el salt de llargada, que es disputà el 7 d'abril. Els nord-americans van dominar la prova, ocupant les tres places d'honor. El vencedor de la prova fou Ellery Clark, que aconseguí el millor salt en la darrera temptativa, després que en els dos primers intents els salts fossin nuls.

## Medallistes
| Or           | Plata          | Bronze         |
| Ellery Clark | Robert Garrett | James Connolly |

## Resultats
| Posició | Atleta                    | Dìstància  |
| ------- | ------------------------- | ---------- |
| Or      | Ellery Clark              | 6,35 m     |
| Argent  | Robert Garrett            | 6,00 m     |
| Bronze  | James Connolly            | 5,84 m     |
| 4       | Aléxandros Khalkokondilis | 5,74 m     |
| 5-9     | Alphonse Grisel           | desconegut |
| 5-9     | Carl Schuhmann            | desconegut |
| 5-9     | Henrik Sjöberg            | desconegut |
| 5-9     | Athanasios Skaltsogiannis | desconegut |
| 5-9     | Alexandre Tuffèri         | desconegut |

La classificació de la 5a a la 9a posició és confusa.